# Hampstead
Hampstead – dzielnica w północnym Londynie, wchodzi w skład London Borough of Camden i położona jest ok. 6,5 km na północny zachód od Charing Cross. W dzielnicy Hampstead znajduje się rozległy teren parkowy Hampstead Heath. Jest to luksusowa dzielnica, w której swoje posiadłości ma wielu brytyjskich, a także światowej sławy dygnitarzy.
W tej dzielnicy mieszkał m.in. Zygmunt Freud. Dziś znajduje się w niej jego muzeum.
Ciekawe miejsca:
- Netherhall House